# Žakovo (Trebinje)
Pour les articles homonymes, voir Žakovo.
Žakovo (en serbe cyrillique : Жаково) est un village de Bosnie-Herzégovine. Il est situé sur le territoire de la ville de Trebinje et dans la république serbe de Bosnie. Selon les premiers résultats du recensement bosnien de 2013, il compte 57 habitants.

## Géographie
Le village est situé sur les bords de la Trebišnjica, un cours d'eau qui débouche pour une part dans la mer Adriatique et se jette pour une autre part dans la Neretva.
Il est entouré par les localités suivantes :
|                      | Turica                          |           |
| Tulje Poljice Popovo | Žakovo                          | Dobromani |
|                      | Poljice Popovo Grbići Dobromani |           |

## Histoire
Sur le territoire du village se trouvent quatre sites inscrits sur la liste provisoire des monuments nationaux de Bosnie-Herzégovine, dont deux nécropoles remontant au Moyen Âge, celle de Žakovo 1 et celle de Žakovo 2 ; ces deux nécropoles abritent des stećci, un type particulier de tombes médiévales.
L'église Saint-Jean et l'église Saint-Étienne sont également inscrites sur cette liste.

## Démographie

### Évolution historique de la population dans la localité
| 1948 | 1953 | 1961 | 1971 | 1981 | 1991 | 2013 |
| ---- | ---- | ---- | ---- | ---- | ---- | ---- |
| -    | -    | 174  | 138  | 113  | 84   | 57   |

|  |

### Répartition de la population par nationalités (1991)
En 1991, les 84 habitants du village étaient tous serbes.